# Nanga (japonsko slikarstvo)
Nanga (南画, "južnjaško slikarstvo"), znana tudi kot Bundžinga (文人画, "literatno slikarstvo"), je bila šola japonskega slikarstva, ki je cvetela v poznem obdobju Edo med umetniki, ki so se imeli za literate ali intelektualce. Čeprav je bil vsak od teh umetnikov skoraj po definiciji edinstven in neodvisen, so vsi delili občudovanje tradicionalne kitajske kulture. Njihove slike, običajno z enobarvnim črnim črnilom, včasih s svetlimi barvami in skoraj vedno prikazujejo kitajske pokrajine ali podobne teme, so bile oblikovane po kitajskem slikarstvu literatov, ki se v kitajščini imenuje wenrenhua (文人画).

## Etimologija
Ime nanga je okrajšava za nanšūga, ki se nanaša na južno šolo (kitajsko: 南宗画; pinjin: nán zōng huà) kitajskega slikarstva, ki se imenuje tudi "literatno slikarstvo" (文人画; wén rén huà).

## Zgodovina
Kitajsko literarno slikarstvo se je osredotočalo na izražanje ritma narave, ne pa na njen tehnični realistični prikaz. Hkrati pa je umetnika spodbujalo, da je pokazal hladno pomanjkanje naklonjenosti do slike, kot da mu kot intelektualcu ni več mar za njegovo delo. Konec koncev je bil ta slog slikanja izrastek ideje o intelektualcu ali literatu kot mojstru vseh temeljnih tradicionalnih umetnosti – slikarstva, kaligrafije in poezije.
Zaradi politike sakokuja iz obdobja Edo je bila Japonska skoraj popolnoma odrezana od zunanjega sveta; njen stik s Kitajsko je ostal, vendar zelo omejen. Tisto malo, kar je prišlo na Japonsko, je bilo uvoženo prek Nagasakija ali pa so ga proizvedli tam živeči Kitajci. Posledično so umetniki bundžinga (literati), ki so težili k idealom in življenjskemu slogu kitajskih literatov, imeli precej nepopoln pogled na ideje in umetnost kitajskih literatov. Bundžinga je torej zrasel iz tega, kar je na Japonsko prišlo s Kitajske, vključno s kitajskimi slikarskimi priročniki, natisnjenimi na lesene bloke in izborom slik različnih kakovosti.
Bundžinga se je pojavil kot nova in edinstvena oblika umetnosti iz tega razloga, pa tudi zaradi velikih razlik v kulturi in okolju japonskih literatov v primerjavi z njihovimi kitajskimi kolegi. Forma je bila v veliki meri opredeljena z zavračanjem drugih večjih umetniških šol, kot sta šola Kanō in šola Tosa. Poleg tega sami literati niso bili člani akademske, intelektualne birokracije, kot so bili njihovi kitajski kolegi. Medtem ko so bili kitajski literati večinoma akademiki, ki so želeli postati slikarji, so bili japonski literati poklicno izobraženi slikarji, ki so želeli biti akademiki in intelektualci.
Slike nanga ali bundžinga so skoraj vedno upodabljale tradicionalne kitajske teme. Umetniki so se osredotočali skoraj izključno na pokrajine ter ptice in rože. Tudi poezija ali drugi napisi so bili pomemben element teh slik, pogosto pa so jih v resnici dodali umetnikovi prijatelji, ne pa slikar sam.
Za razliko od drugih umetniških šol, ki imajo določene ustanovitelje, ki svoj specifičen slog prenašajo na svoje učence ali privržence, je nanga vedno veliko bolj govorila o odnosu, ki ga je zagovarjal slikar in njegova ljubezen do kitajske kulture. Tako je, kot že omenjeno, vsak bundžinga umetnik v svojih stvaritvah prikazal edinstvene elemente, mnogi pa so se celo močno razlikovali od slogovnih elementov, ki so jih uporabljali njihovi predniki in sodobniki. Ko je Japonska ob koncu obdobja Edo postala izpostavljena zahodni kulturi, so mnogi začeli vključevati slogovne elemente zahodne umetnosti v svoje, čeprav so se skoraj vedno izogibali zahodnim temam in se strogo držali tradicionalnih kitajskih.
Mojster Kuvajama Gjokušū (1746–1799) je bil najostrejši teoretik japonskega literatnega slikarstva. V svojih treh knjigah – Gjokušū gašu (Zbrana dela Gjokušūja, 1790), Gaen higen (Skromen komentar o slikarstvu, 1795) in Kaidži higen (Skromne besede o slikanju, 1799) – je povabil vse japonske literatne slikarje k uporabi teorij in književnih idealov Dong Qichanga (J: Tō Kishō, 1555–1636). Po mnenju učenjaka Meccarellija bi Kuvajamo lahko imeli za »japonskega Dong Qichanga«, vendar je mešal tako polikromatične krajine, značilne za poklicne slikarje, kot enobarvne pokrajine slogov literatov in uporabil nova in bolj prilagodljiva merila za razvrščanje.
Slikarji so se orientirali na kitajske slikarske učbenike, npr. zbirka Osem vrst slikovnih predlog (八種画譜) ali Vrt gorčičnih semen (芥子園) in Dvorana desetih bambusov (十竹斎). Ta dela so bila ponatisnjena na Japonskem.
Znano je, da sta Ernest Fenollosa in Okakura Kakuzō, dva izmed prvih, ki sta japonsko umetnost na kakršen koli večji način predstavila Zahodu, kritizirala nango kot trivialno in izpeljano. Posledično je ta slog pritegnil akademsko pozornost na Zahodu šele v zadnjih desetletjih, približno 100 let pozneje.

## Kulturne izpeljave
Poseben slog bonsajev se imenuje različno bundžin, bundžingi ali literati in naj bi izgledal kot drevesa, prikazana v umetnosti nanga. Primeri sloga so pogosto elegantno podolgovati in z malo vejami, ki so večinoma dolgo ozko deblo, nad katerim je zelo majhna masa listja.
Umetnost cvetličnega aranžiranja ikebane je razvila slog bundžinbana (文人花), ki je bil poklon kitajskim krajinam in slikam literatov.

## Pomembni umetniki
- Hanabusa Itchō (1652–1724)
- Yosa Buson (1716–1783)
- Ike no Taiga (1723–1776)
- Kameda Bōsai (1752–1826)
- Tani Bunchō (1763–1841)
- Nakabayashi Chikutō (1776–1853)
- Yamamoto Baiitsu (1783–1856)
- Watanabe Kazan (1793–1841)
- Tomioka Tessai (1837–1924) – na splošno velja za zadnjega umetnika nanga

## Galerija
- Uragami: Krajina (detajl)
- Aoki: Krajina
- Tani: Zelena krajina
- Watanabe: Sato Issai
- Tsubaki: Takaku Aigai
- Tomioka: Krajina